# Nagomari
Nagomari (en georgiano: ნაგომარი) es un pueblo de Georgia ubicado en el oeste de la región de Guria, siendo parte del municipio de Ozurgueti.

## Geografía
Nagomari se encuentra ubicado en la margen izquierda del río Supsa, a 16 km de Ozurgueti.

## Historia
En agosto de 1963, al sur de Nagomari, la expedición histórico-geográfica de Guryanti de la época mesolítica-neolítica en la rama de Rkavi.
Nagomari era la residencia de invierno y centro turístico de los Gurieli. Simón III Gurieli construyó o renovó un castillo y un palacio en Nagomari; el mercado de Nagomari fue establecido por Mamiya V Gurieli. En los años 1827-1830 fue el centro del principado de Guria. A mediados del siglo XIX, los Gugunavi, Machutadzes y Eristavas construyeron aquí varias tiendas. En las décadas de 1850 y 1870, la feria de Nagomari duraba una semana. La promoción de Nagomari se vio facilitada por su ubicación central en Guria, aunque su lado negativo fue el suelo pantanoso.
En 1924, Nagomari fue el centro del levantamiento antisoviético de agosto, donde Simón Gogiberidze inició un levantamiento en Guria con la captura de la milicia de Nagomari y los edificios de correos.
Durante el período soviético, Nagomari era una de las principales granjas colectivas del raión de Majaradze. En 1946, se mejoró el centro de Nagomari, se construyó un edificio administrativo de dos pisos en una colina en el centro y se inició la construcción de una fábrica de té. En 2021, el antiguo edificio administrativo se quemó como consecuencia de un incendio.

## Demografía
La evolución demográfica de Nagomari entre 1908 y 2014 fue la siguiente:
| 354                                             | 373 | 365 |
| (Fuente: Population of Georgia in Soviet times) |     |     |

Según el censo de 2014, los georgianos constituían el 99,7% de la población.

## Infraestructura

### Educación
Hay una guardería y una escuela pública en el pueblo.

### Transporte
El pueblo está conectado con Ozurgueti por una carretera. 